# (500268) 2012 LH14
(500268) 2012 LH14 es un asteroide perteneciente al cinturón de asteroides, descubierto el 30 de enero de 2011 por el equipo del Pan-STARRS desde el Observatorio de Haleakala, Hawái, Estados Unidos.

## Designación y nombre
Designado provisionalmente como 2012 LH14.

## Características orbitales
2012 LH14 está situado a una distancia media del Sol de 2,737 ua, pudiendo alejarse hasta 3,304 ua y acercarse hasta 2,171 ua. Su excentricidad es 0,206 y la inclinación orbital 15,55 grados. Emplea 1654,53 días en completar una órbita alrededor del Sol.
Los próximos acercamientos a la órbita de Júpiter se producirán el 13 de agosto de 2037, el 25 de octubre de 2132 y el 30 de abril de 2191, entre otros.

## Características físicas
La magnitud absoluta de 2012 LH14 es 17,1.